# La Plus Belle du quartier
La Plus Belle du quartier (France) ou De nouveaux voisins (Québec) (New Kid on the Block) est le 8e épisode de la saison 4 de la série télévisée d'animation Les Simpson.

## Synopsis
Monsieur et Madame Winfield ayant déménagé en Floride, Les Simpson ont de nouveaux voisins : Ruth Powers, une mère célibataire, et sa fille Laura. Bart tombe sous le charme de la jeune fille, plus âgée que lui, mais qu'il va quand même tenter de séduire.
Homer emmène Marge dans un nouveau restaurant de fruits de mer (alors que celle-ci y est allergique), Le Hollandais Rissolant, qui propose un buffet à volonté. Pour ce faire, ils confient les enfants à Laura. Bart est ravi, mais la jeune fille lui réserve une mauvaise surprise.
Laura annonce à Bart qu'elle sort avec Jimbo Jones. Pour les faire rompre, il appelle chez Moe et fait un canular téléphonique. Il se fait passer pour Jimbo, qui pleure lorsque Moe arrive chez les Simpson, où se trouve Jimbo. Remarquant cela, Laura rompt avec lui.
De son côté, Homer fait un procès au restaurant pour publicité mensongère.

## Guest stars
- Pamela Reed et Sara Gilbert en tant que voix de Ruth et de Laura dans la version originale.

## Première apparition
- Ruth Power